# Macarena Pérez Grasset
Macarena Pérez Grasset (12 de agosto de 1996) es una ciclista chilena de BMX estilo libre. 

## Biografía
Nació en Santiago de Chile. Comenzó a practicar bicicleta a los 11 años, cuando sus padres le regalaron una.
Al terminar el colegio, decidió enfocarse en la bicicleta de manera profesional, lo que la hizo emigrar de Chile a Estados Unidos para poder perfeccionarse.

## Carrera deportiva
En 2017 obtuvo el segundo lugar en el VANS US OPEN realizado en la playa Huntington. Y ese mismo año obtuvo dos terceros lugares en la FISE WORLD CUP de Montpellier, Francia y luego en la de Chengdu, China.
En 2019 obtuvo la segunda posición en los Juegos Sudamericanos. Ese mismo año se transformó en la primera mujer chilena de su disciplina en obtener medalla en una competición mundial, logrando la medalla de plata en el III Campeonato Mundial de Ciclismo Urbano solo detrás de la estadounidense Hannah Roberts. Este resultado le aseguró además su participación en los Juegos Olímpicos de Tokio. El jurado premio su puntaje de 86.80 en una carrera que incluyó una vuelta "suicide no-hander" y un "tailwhip backflip".
En los Juegos Panamericanos de 2023, realizados en Santiago de Chile, obtuvo medalla de plata en BMX estilo libre.
En la Final del BMX Freestyle Femenino en Shanghai, en el marco de las "2024 Olympic Qualifier Series", finalizó 10º con un 75.60 de puntaje
Su puntaje alcanzado le permitió la clasificación a los Juegos Olímpicos de París 2024.donde obtuvo el quinto lugar y diploma olímpico con una puntuación de 84,55, quedando a sólo 4,25 de la medalla de bronce. Su desempeño la elevó como la mejor ciclista de Chile en los Juegos Olímpicos junto a Mario Masanés, quien también obtuvo un quinto lugar en la prueba 1000 m sprint en los Juegos Olímpicos de Londres 1948.